# Мейер, Иосиф
Иосиф Мейер (нем. Joseph Meyer) (9 мая 1796, Гота — 28 июня 1856, Хильдбургхаузен) — немецкий публицист и книгоиздатель, основатель Библиографического института.
С 1816 по 1819 год проживал в Лондоне, где занимался промышленностью, но потерпел неудачу в делах. В 1823 году вернулся в Готу и стал издавать «Листок для промышленников», перевёл некоторые сочинения Шекспира и Вальтер Скотта. С 1825 года стал издавать беллетристический журнал «Meyer's British Chronicle». Успех этих изданий побудил его в 1826 году основать в Готе издательство «Библиографический институт», который в 1828 году был перенесён в Хильдбургхаузен. Библиографический институт с самого начала приобрёл громкую известность, благодаря новым в то время приёмам подписки на книги и издания выпусками. Издательством выпускались сборники немецких, греческих и римских классиков, сборники книг по историческим и естественным наукам, карты, гравюры и мн. др.
В 1830 году Мейер основал журнал «Друг народа», но он скоро был запрещён. Тогда он начал издавать журнал «Вселенная». В 1830-х годах этот журнал имел свыше 80 000 подписчиков. Библиографический институт в 1840—1855 годах выпустил «Большой энциклопедический словарь» (нем. Das Grosse Conversations-Lexikon) в 46 основных и 6 дополнительных томах (5-е и 6-е издание словаря легли в основу русской «Большой энциклопедии», изданной товариществом «Просвещение»).

## Семья
Сын Иосифа Mейера, Герман-Юлиус Mейер, родился в 1826 году. Он принял участие в политическом движении 1848 года и принуждён был бежать в Америку. В 1856 году он вернулся в Германию и взял на себя заведование Библиографическим институтом, который он в 1874 году перенёс в Лейпциг, расширив его деятельность.
В 1884 году участниками в предприятиях Библиографического института сделались два сына Германа Мейера, Ганс и Арндт. Помимо книгоиздательства, Институт занимается книжной торговлей, имеет отделение в Вене, типографию, литографию, гравировальное, гальванопластическое и переплётное заведения. В 1885 году Герман Мейер отказался от технического руководства Библиографическим институтом и в 1888 году основал в Лейпциге «Общество для постройки дешевых квартир», построившее 39 домов с 400 квартирами для 1 900 жильцов и устроившее при них школу, баню, прачечное заведение, приюты для мальчиков и девочек, ремесленное училище, библиотеку и т. д.